# Pau Sans
Pau Sans, né le 24 novembre 2004 à Saragosse en Espagne, est un footballeur espagnol qui évolue actuellement au poste d'attaquant au Real Saragosse.

## Biographie

### En club
Né à Saragosse en Espagne, Pau Sans joue pour l'UD Amistad avant d'être formé par le Real Saragosse, qu'il rejoint en 2017. 
Il joue son premier match en professionnel avec l'équipe première le 11 février 2023, lors d'une rencontre de deuxième division espagnole face au Deportivo Alavés. Il entre en jeu à la place de Miguel Puche (en) lors de cette rencontre perdue par son équipe sur le score de quatre buts à un,.
Lancé en équipe première par Fran Escribá lors de la saison 2022-2023 alors qu'il est meilleur buteur de la División de Honor avec les moins de 19 ans du club, Pau Sans ne joue quasiment pas en 2023-2024 sous les ordres du nouvel entraîneur Julio Velázquez. Toutefois, auteur de prestations convaincantes lors des matchs amicaux de présaison à l'été 2024, le jeune attaquant frappe de nouveau à la porte de l'équipe première. 
Le 30 octobre 2024, Sans prolonge son contrat avec le Real Saragosse, étant désormais lié au club jusqu'en juin 2029.